# Merton Miller
Merton Howard Miller (ur. 16 maja 1923 w Bostonie, Massachusetts, zm. 3 czerwca 2000 w Chicago, Illinois) – amerykański ekonomista, laureat Nagrody Banku Szwecji im. Alfreda Nobla w dziedzinie ekonomii w 1990 roku.

## Życiorys
W latach 1953–1961 był profesorem Carnegie Mellon University, następnie University of Chicago. W pracy naukowej koncentrował się na problematyce rynku kapitałowego i finansowania przedsiębiorstw. Wspólnie z Franco Modiglianim, sformułował twierdzenie znane jako twierdzenie Modiglianiego-Millera, zgodnie z którym wartość przedsiębiorstwa nie zależy od wypłaconych dywidend, co oznacza, że w konsekwencji znaczący wzrost dywidend nie jest koniecznie pożądany, a koszt kapitału jest niezależny od struktury finansowej firmy, tj. od relacji między kapitałem własnym i kapitałem obcym.
W 1990 roku otrzymał Nagrodę Banku Szwecji im. Alfreda Nobla za pionierskie osiągnięcia na polu ekonomii finansowej i corporate finance. Razem z nim nagrodę otrzymali Harry Markowitz i William Sharpe.

## Wybrane publikacje
- F. Modigliani, M.H. Miller. The Cost of Capital, Corporate Finance and the Theory of Investment. „American Economic Review”. 48, s. 261–297, 1958.
- M.H. Miller, F. Modigliani. Dividend Policy, Growth and the Valuation of Shares. „Journal of Business”. 34, s. 411–433, 1961.
- F. Modigliani, M.H. Miller. Corporate Income Taxes and the Cost of Capital: A Correction. „American Economic Review”. 53, s. 433–443, 1963.
- M.H. Miller. The Modigliani-Miller Proposition after Thirty Years. „Journal of Economic Perspectives”. 2, s. 99–120, 1988.